# アサヒ芸能
『アサヒ芸能』（アサヒげいのう、正式名称：週刊アサヒ芸能）は、徳間書店から刊行されている週刊誌。主に芸能人のスキャンダラスな記事を書く、いわゆるゴシップ誌である。通称アサ芸と呼ばれる。1946年1月創刊。

## 創刊
1946年（昭和21年）、後に地産創業者となる読売新聞OBの竹井博友が中心となって、『アサヒ芸能新聞』の名前で創刊した。「新聞」の文字が示す通り、当初は現在のような冊子形式ではなく、タブロイド判サイズの新聞形式で、現在の日刊ゲンダイや夕刊フジに近い形態のメディアだった。

1953年（昭和28年）、竹井はアサヒ芸能新聞に加えて一般紙『日東新聞』を創刊するがこれが全くの不振で、翌1954年（昭和29年）、日東新聞の廃刊と同時にアサヒ芸能新聞も休刊に追い込まれてしまう。この時、日東新聞社副社長で竹井とは読売新聞時代の同僚だった徳間康快が経営を引き受けることになり、アサヒ芸能新聞社は新社「東西芸能出版社」に生まれ変わって『アサヒ芸能新聞』の発行が再開された。

折から徳間の許には、新潮社副社長の佐藤亮一から新聞社系誌とは異なる路線の週刊誌をやろうという話が持ちかけられていた。1956年（昭和31年）、新潮社が『週刊新潮』を創刊するのとほぼ同時に、徳間は再び売れ行き不振に陥っていた『アサヒ芸能新聞』をリニューアルして、B5判冊子形式の週刊雑誌『週刊アサヒ芸能』を立ち上げることにし同年10月から発行開始した。
1958年、発行会社名を株式会社「東西芸能出版社」から株式会社「アサヒ芸能出版」に変更。1961年（昭和36年）にはアサヒ芸能出版の一般書籍部門として『徳間書店』が設立されるが、両社は1967年（昭和42年）4月1日付で合併し現在の形態が確立した。

## 概要
名前に「アサヒ」を冠しているが、『朝日新聞』とはまったく関係がない。ヤクザ、エロとスキャンダルが売り物で、購読者の90%近くが男性であり、サラリーマン、自営業者などの既婚者が多いといわれる。『週刊実話』（日本ジャーナル出版）、『週刊大衆』（双葉社）などと共に「実話誌」のジャンルで括られる事もあるが、実話時代と比べるとやや内容が娯楽重視となっている。
増刊号として『アサ芸シークレット』、『アサ芸サプライズ!!』、『アサ芸プレミアム』、姉妹誌として『ENTAME』がある。ENTAMEは「月刊アサヒ芸能エンタメ」という本誌増刊のひとつとして創刊。1997年にはアイドル情報誌に転換し独立。2001年に月刊誌として創刊。ウェブサイト「ENTAME next」を運営する。2025年3月28日発売の『ENTAME』5月号をもって休刊。約24年の歴史に終止符を打つ。
また「アサ芸BOOKS」というムックを発行しているが、2010年6月、シリーズのひとつ『劇画版山口組白書 激闘を勝ち抜いた侠たち!』が福岡県にて「暴力団を美化した内容」として有害図書指定。
また、『アサ芸プラス』、『アサジョ』、『アサ芸ビズ』というニュースサイトを運営している。

## 主な連載記事

### コラム・エッセイ・特集など

#### 連載中
浅草キッドの猛毒ニュース 週刊アサヒ芸能人
ニッポン放送の深夜ラジオ番組「浅草キッドのオールナイトニッポン」の「世紀末の三波伸介 びっくりしたなぁ〜もう」コーナーが母体となる。時事、芸能人、流行などの話題からネタを作る浅草キッド的ワイドショー。この「週刊アサヒ芸能人」に掲載されるとナンシー関の消しゴム版画カードがもらえていた。32年の長期連載となったが、夕刊フジの玉袋のコラムによって2024年に終了予定であることが明かされた。2024年8月8日特大号をもって最終回。
アホか、お前ら!
井筒和幸が最近ニュースになった出来事を、またニュースがない場合は映画評論家・映画監督の立場として映画の出演者、スタッフを批評する。
ニッポン有事!
佐藤優による軍事コラム。
列島丸わかり報告書
三橋貴明による政治経済・マスコミに関するコラム。

天才テリー伊藤「オフレコ厳禁」対談
毎号ゲストを招いてテリー伊藤が対談。
旅芸人のように
前川清によるエッセイ。「芸能生活50周年」を記念した連載。
カネを動かす実践心理術
向谷匡史によるカネの使い方に関するコラム。
今井舞のスーパー辛テレビ時評 どくダネ！
ライターの今井舞によるテレビ批評。
笑福亭鶴光のチン談マン談
笑福亭鶴光によるエロチシズムと時事ネタとを混在させ、落語家らしく謎掛けも本文中に掲載するコラム。1ページ掲載。2019年のリニューアル以前は「日本はこれで、ええのんか～?」とのタイトルで2ページ掲載であった。
名波はるかの仮想通貨なう
00年代に人気グラドルとして活躍し、現在は投資をレクチャーしている名波はるかによる仮想通貨に関するコラム。
スマホ一台でできる スキマ時間のお気軽副業
本折浩之による副業解説コラム。
決して声に出して読めない たけし金言集
アル北郷による「ビートたけし発言録」。
90年代プロセス戦国時代のウラ実況！→真説 新日本プロレスＶＳ全日本プロレス「仁義なき」50年闘争史
元・週刊ゴング編集長の小佐野景浩によるプロレス名勝負の解説コラム。
お嬢様レーサー 富樫麗加でございます！
現役女子ボートレーサーである富樫麗加によるボートレーサーの視点から見たコラム。
世界の福本豊 プロ野球足攻爆談！
NPBプロ野球OBの福本豊によるNPBプロ野球に対する批評。

#### 連載終了
わしらやましい探検隊
木村和久のエッセイ。挿絵担当のとがしやすたかも文中に登場する。
名城紀行
西川のりおの橋下維新ウォッチング
西川のりおによる大阪維新の会と当時活動していた日本維新の会に、および橋下徹に関するコラム。
みのもんた NEWSブッタ斬り ファイナルアンカー!
みのもんたが一週間に起こった政治・社会問題を徹底解説する。タイトルの「ファイナルアンカー!」は、みのが司会を務めていたフジテレビ「クイズ$ミリオネア」の決め台詞「ファイナルアンサー?」から捩ったもの。
芸道54年　笑いと涙のドラマがいっぱい!　萩本欽一の「人生ってめぐり愛だよね」
「大将」こと萩本欽一が、今まで巡り合った人たちとの思い出を語る。
プロ野球インサイド・アイ
永谷脩によるプロ野球コラム。
泉谷しげるのバカヤロー人生論
泉谷しげるによる辛口の人生相談。
田母神政経塾
田母神俊雄による自衛隊を取り上げたコラム。以前は「田母神大学校」であったものを2015年より改題。
たかしょーのイッちゃって!
高橋しょう子による自身のコラム。
ぎしたに（山岸あや花・美谷朱音）の絶頂Y談ハメ外しト～ク
山岸あや花、美谷朱音による対談形式コラム。聞き手は東風克智。両者の芸名変更により「山岸逢花・美谷朱里ぎしたに（山岸逢花・美谷朱里）の絶頂Y談ハメ外しト～ク」→「ぎしたに（山岸あや花・美谷朱音）の絶頂Y談ハメ外しト～ク」タイトル変遷あり。2022年5月12日号‐2024年6月13日・20日合併号まで掲載。電子版には未掲載。

### 連載漫画

#### 連載中
- 坂戸佐兵衛・旅井とり『めしばな刑事タチバナ』
- ほりのぶゆき『アサ芸お侍トピックス』
- 吉沢さりぃ・プリプップ『帰ってきたド底辺グラドルさりぃ』（2022年11月10日号 - )
- ともだ秀和『人妻たちの浮気話』※不定期掲載

#### 連載終了
- 富永一朗『チンコロ姐ちゃん』
- 福地泡介『コンチキ社員』
- 五社英雄・神田たけ志『唖侍鬼一法眼』
- 藤子不二雄『オレ係長補佐』
- 青木雄二プロダクション・及川コオ『ナニワ銭道』
- 小槻さとし『週刊ワイド笑』
- 魚乃目三太『社長秘書のオ・シ・ゴ・ト』
- 鍋島雅治・堀戸けい『潜入特務秘書　伊集院薫子』
- 田中誠『ギャンブルレーサー第二の人生 セカンドレーサー』
- 小島功『仙人部落』　※休載中に作者逝去により連載終了
- 牧秀彦・里見桂『江戸常勤家老　隼人の剣』
- 尚居杏実・張慶二郎『闇の美容外科医 オオムラサキ』　※2018年に『オオムラサキ～心潤す美容外科医～』と題して電子書籍化
- 成田アキラ『女体の旅GTR』
- どおくまんプロ『まかしい屋』
- どおくまんプロ『GO!GO!清田』
- ケン月影『ケン月影の東海道中モモ栗毛』（2018年3月15日号 - 2018年10月25日号）
- ケン月影『ケン月影の北斎まん画』（2018年11月8日号 - 2019年9月5日号）
- ケン月影『ケン月影の椿説耳嚢』（2019年9月19日号 - 2021年4月22日号）
- カネシゲタカシ『野球大喜利ベスト9』
- 相原コージ『コージジ苑』
- 吉沢さりぃ・プリプップ『ぶっちゃけド底辺グラドルさりぃ』（2019年9月26日号 - 2021年4月29日号）
- カネシゲタカシ『野球のトリセツ』
- 須賀原洋行『うああな人々』
- 白鵬翔・山崎享祐『白鵬本紀』（2021年5月6日・13日合併号 - 2022年10月20日号）

## 報道対象者によって否定された記事
- 『アサヒ芸能』2013年4月25日号の、ローラが『世界最強の勇者たち』[12]収録時に障害者を嘲笑したとする記事[13][14]に、本人が反論し批判[14][15]した。記事は「番組関係者」証言[13]としている。
- 『アサ芸プラス』2015年11月19日付の、橋本環奈が福岡県ローカル番組にて「学校生活では全然人気者じゃない」と発言した[16]との記事に、本人は翌日に否定[16][17]して当該番組『みんなの青春のぞき見TV TEEN!TEEN!』も「番組で橋本環奈さんが発言されたとする内容が拡散されておりますが、全く根拠の無い記事」と否定[16][18]している。当該記事は11月22日に削除[16]された。
- 『アサ芸プラス』が「ニューヨークの日本国総領事館による仲介で元皇族の小室眞子と歌手の宇多田ヒカルの会食を計画している」との記事を2022年5月3日付で掲載したが[19]、宇多田は翌日（同月4日）に自身のTwitterにおいて、2012年からイギリス・ロンドン在住であるとして、この報道を否定すると同時に「これは流石に笑えないわ。こういう作り話をどれくらいの人が鵜呑みにするんだろう」とのコメントを出した[20][21]。

## ラジオCM
一時期、ニッポン放送、TBSラジオなどで放送された。内容は子どもの声で「アサヒ芸能は今日発売です」その母「子どもはダメ!!」との台詞であり、週刊新潮のラジオCMのパロディである。